# Тунес (Болцано)
Тунес је насеље у Италији у округу Болцано, региону Трентино-Јужни Тирол.
Према процени из 2011. у насељу је живело 247 становника. Насеље се налази на надморској висини од 1065 м.